# Exechia semifumata
Exechia semifumata är en tvåvingeart som först beskrevs av Enrico Adelelmo Brunetti 1912.  Exechia semifumata ingår i släktet Exechia och familjen svampmyggor. Inga underarter finns listade i Catalogue of Life.